# Agia Efimia
Agia Efimia är en ort i Grekland.   Den ligger i prefekturen Nomós Kefallinías och regionen Joniska öarna, i den sydvästra delen av landet, 270 km väster om huvudstaden Aten. Agia Efimia ligger 27 meter över havet och antalet invånare är 556. Den ligger på ön Kefalonia Island.
Terrängen runt Agia Efimia är lite bergig. Havet är nära Agia Efimia österut. Runt Agia Efimia är det glesbefolkat, med 18 invånare per kvadratkilometer. Närmaste större samhälle är Argostoli, 17,3 km sydväst om Agia Efimia. 